# Marco Furio Bibáculo
Marco Furio Bibáculo  fue un poeta satírico latino del siglo I a. C. comparado en la Antigüedad con Horacio, Catulo y Lucilio. Según Jerónimo nació en Cremona en el año 103 a. C. De sus obras apenas se conservan algunos fragmentos.